# Candomblé

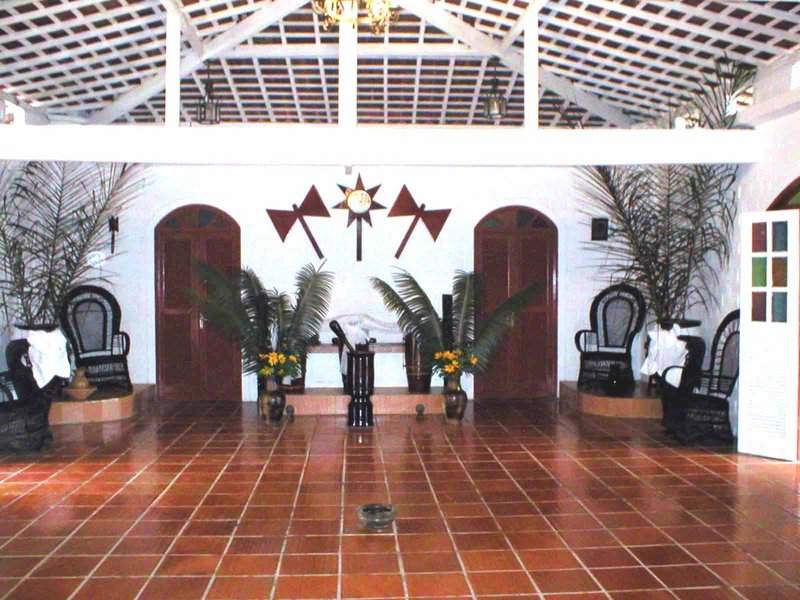
En candomblé-helgedom i Pernambuco.

Candomblé är en religion (eller en samling närbesläktade religioner) i Brasilien. Religionens mest omfattande och välkända gren, Candomblé Ketu, är starkt inspirerad av naturgudarna i yorubafolkets tradition (med ursprung i Nigeria) eftersom många afrikanska slavar transporterades till hamnstaden Salvador under slavtiden. Candomblé har därför stora likheter med santería på Kuba. 
Det finns emellertid grenar av Candomblé med ursprung i andra etniska bakgrunders folkreligion, exempelvis Candomblé de Congo (med banturötter), som är relaterad till kubansk Palo, och Candomblé Jejé (med rötter i Benin), som är relaterad till haitisk Voodoo.

## Exempel på orixás/andar i Candomblé Ketu
- Ogum - Den äldsta av krigargudarna, den lojale soldaten, krigarnas och smedernas gud
- Iemanjá - havets och vattnets gudinna,även fruktbarhetens gudinna. Färger: Blått, silver.
- Iansâ - Stormens, förändringens, projektens och risktagandets gudinna- Även tjuvarnas och köpmännens gudinna. Färger: rött, vitt och svart. Motsvarigheten till kristendomens Sankta Barbara.
- Xangó - Ytterligare en krigargud. Yngre, fåfängare, maktgladare än Oxun. Kvinnokarl. Färger: rött, vitt och svart. Många likheter med den nordiska mytologins Tor.
- Oxum - romantikens gudinna. Sötvattnets gudinna. Fåfäng, mild. Färger: gult, rosa, guld.
- Oxóssi - jagaren, samlaren. Bor i skogen. Färg: grönt. Motsvarigheten till kristendomens St Göran.
- Obaluaiê - sjukdomens och läkekonstens gud
- Oxalá - den högste guden. Motsvarigheten till kristendomens Jesus. Färg: vitt.

## Inflytande
Candomblé påverkade uppkomsten av Umbanda och Quimbanda.